# Alfta församling
Alfta församling var en församling i Uppsala stift och i Ovanåkers kommun i Gävleborgs län. Församlingen uppgick 2012 i Alfta-Ovanåkers församling.  

## Administrativ historik
Församlingen har medeltida ursprung. Den 21 januari 1639 utbröts Ovanåkers församling. Församlingen uppgick 2012 i Alfta-Ovanåkers församling.
Svabensverks kapellag inom Alfta församling hade från 1844 till 1971 separat kyrkobokföring och hade församlingskoden 212002. Området utanför Svabensverk hade koden 212001.

### Pastorat
- Från medeltiden till 2012: Eget pastorat.[3]

## Organister
| Ämbetstid | Namn                  | Levnadstid | Övrigt    |
| --------- | --------------------- | ---------- | --------- |
| 1958–1964 | Gustaf Urban Sjökvist | 1906–      | Organist. |

## Kyrkor
- Alfta kyrka
- Grängsbo lillkyrka
- Svabensverks kyrka